# Barisó I d'Arborea
Barisó I d'Arborea (?-1185) fou jutge d'Arborea. Fou el possible fill de Comit III d'Arborea. Marit d'Agalbursa de Cervera.

## Família
Es va casar en primeres noces amb Pel·legrina de Lacon, de la que es va divorciar (i que va morir després del 1195). D'aquest matrimoni nasqueren 5 fills (tres nois i dues noies):
- Pere I d'Arborea, el primogènit
- Orsoc (mort vers el 1188 o 1189)
- Torbé (mort abans del 1195)
- Anna o Susana (vivia el 1164) casada amb Constantí Spanu, el qual fou jutge de fet d'Arborea el 1199
- Ispella (morta vers el 1204) casada el 1177 amb Hug I de Cervera vescomte de Bas, germà d'Agalbursa, mort el 1185; i casada en segones noces amb Comit de Torres (Comit de Lacon), jutge de Torres que es va divorciar el 1203.

Després es va casar el 1157 amb Agalbursa de Cervera, de la branca dels Bas d'aquesta família catalana (era filla de Ponç II de Cervera, vescomte de Bas i d'Almodis de Barcelona, germana de Ramon Berenguer IV).

## Biografia
Barisó va intentar una nova croada pisano-catalana i el 1162, durant la guerra entre la República de Pisa i la República de Gènova va ajudar els genovesos envaint la ciutat de Càller després del 1164. Va prendre el títol de rei de Sardenya i fou coronat a Pavia per Frederic I Barba-roja el 10 d'agost de 1164 contraient un fort deute amb les famílies genoveses. Va envair Càller però en fou rebutjat pels germans Pere de Càller-Torres i Barisó II de Torres que tot seguit van envair Arborea. El 1165 l'emperador va cedir l'illa a la República de Pisa i els altres jutges van posar-se de costat dels pisans. El 1180 i fins al 1185 va lluitar altra vegada contra Càller. Va concedir privilegis als benedictins de Montecassino.
Va morir el 1185 o poc després i sense haver tingut fills amb Agalbursa. Per aquest motiu en el seu testament va deixar com a hereu el nebot de la seva dona Hug II Ponç de Cervera, sota la regència prèvia de Ramon de Torroja, cunyat d'Agalbursa (el qual estava casat amb la germana d'aquesta: Gaia). La decisió no fou ben rebuda pel primogènit de Barisó del seu anterior matrimoni, Pere I d'Arborea, qui va enfrontar-se a la seva madrastra per succeir el seu pare, discussió en la qual va intervenir el rei Alfons el Cast. Finalment les dues parts arribaren a un pacte el 1192 en el Compromís d'Oristany: Pere va reconèixer el seu germanastre Hug com a jutge igual que ell. No obstant això fou finalment la branca d'Hug la que va acabar sortint triomfadora a l'assumir la línia successòria del Jutjat d'Arborea, posant-lo a partir d'aquell moment sota l'òrbita de la política catalanoaragonesa.